# Mamacruz
Mamacruz ist ein spanischer Spielfilm von Patricia Ortega aus dem Jahr 2023. Die Tragikomödie schildert das plötzliche sexuelle Erwachen einer religiösen Ehefrau und Großmutter. Die Hauptrolle übernahm Kiti Mánver.
Die Uraufführung soll am 21. Januar 2023 beim 39. Sundance Film Festival erfolgen, wo das Werk in den internationalen Spielfilmwettbewerb eingeladen wurde.

## Handlung
Die religiöse Cruz lebt mit ihrem Ehemann und ihrer frühreifen Enkelin Viky ein routiniertes Dasein. Ihre Tochter Carlota ist nach Wien gezogen, um ihren Traum als professionelle Tänzerin weiterzuverfolgen. Als Cruz eines Tages durch das Internet navigiert, gelangt sie versehentlich auf eine Pornowebsite. Der fehlerhafte Klick beschämt sie, erinnert sie aber zugleich an ihre eigenen sexuellen Bedürfnisse. Cruz ist sich unsicher, wohin sie ihre neu entdeckte Sinnlichkeit richten soll. Auf der Suche nach sexueller Befriedigung sucht sie Hilfe in ihrer geliebten Kirche und bei ihrem Mann, den sie aber stattdessen in Verwirrung stürzt. Nachdem diese Versuche erfolglos waren, lässt sich Cruz auf eine Sexualtherapie-Gruppe für Frauen ein. Dort findet sie Trost und stellt zugleich einen zaghaften Versuch dar, sich selbst zu lieben.

## Hintergrund

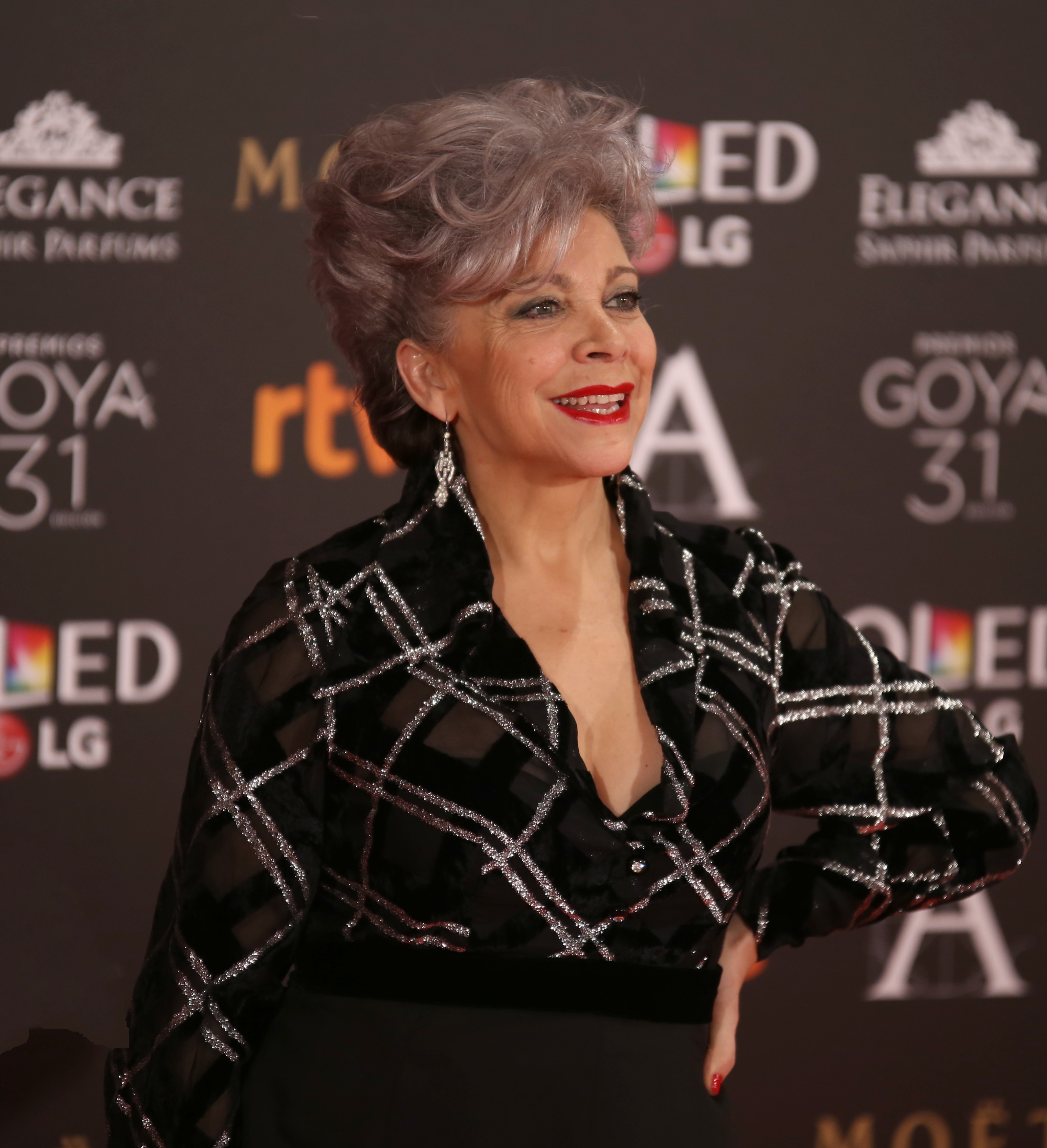
Hauptdarstellerin Kiti Mánver (2017)

Mamacruz ist der dritte Spielfilm der venezolanischen Regisseurin und Drehbuchautorin Patricia Ortega, die unter anderem Dokumentarfilmregie an der Filmakademie Baden-Württemberg studiert hat. Zuvor hatte sie die preisgekrönten Filme El regreso (2013) und Yo, imposible (2018) inszeniert. Die Titelrolle übernahm die spanische Schauspielerin Kiti Mánver.

## Auszeichnungen
Mamacruz erhielt beim Sundance Film Festival 2023 eine Einladung in den Wettbewerb um den Großen Preis der Jury für den besten ausländischen Spielfilm.